# رودريغو كوستا
رودريغو كوستا (30 أغسطس 1976 بساو باولو في البرازيل - ) هو لاعب كرة قدم برازيلي في مركز الهجوم. لعب مع Indiana Blast ‏ وFlint City Bucks ‏ وChicago Sockers ‏.